# دون برامودويناي
دون برامودويناي (بالتايلندية: ดอน ปรมัตถ์วินัย)‏، من مواليد 25 يناير 1950) دبلوماسي تايلاندي يعمل وزيرا لخارجية تايلاند (2020).